# Fossombronia
Fossombronia là một chi rêu trong họ Fossombroniaceae.